# Eugenia truncata
Eugenia truncata är en myrtenväxtart som beskrevs av Otto Karl Berg. Eugenia truncata ingår i släktet Eugenia och familjen myrtenväxter.
Artens utbredningsområde är Costa Rica. Inga underarter finns listade i Catalogue of Life.